# María López Belloso
María López Belloso (Santurce, Vizcaya, 1979) es una jurista, investigadora, activista por los derechos humanos y profesora universitaria española.

## Biografía
Nació en Santurce en 1979. Se licenció en Derecho en la Universidad de Deusto. Posteriormente obtuvo un máster en acción internacional humanitaria (NOHA) en la Universidad de Deusto, y un posgrado en Derecho internacional público en la Universidad del País Vasco . Se doctoró en Derecho y derechos humanos en la Universidad de Deusto en el año 2017 con la tesis "Los procesos de verdad, justicia y reparación a las víctimas de desaparición forzada en el conflicto del Sahara Occidental", dirigida por Carlos Martín Beristain y Felipe Gómez Isa.
Está especializada en derechos humanos, en derecho internacional humanitario y en derecho internacional. También está especializada en la región del Sáhara Occidental. También es activista por los derechos de las mujeres y la igualdad de género.
Entre 2005 y 2009 fue investigadora en derechos humanos en la Universidad del País Vasco y el Instituto de Estudios sobre Desarrollo y Cooperación Internacional HEGOA. También fue profesora de Derecho internacional público en la Universidad del País Vasco hasta el año 2012.
En el año 2018 fue ponente en el Congreso Internacional de Derechos Humanos, junto con el científico computacional Borja Sanz Urquijo, con la ponencia fue "Hic Sunt draconis: Derechos Humanos y Big data, análisis de una colaboración inexplorada", sobre el efecto que el big data y la inteligencia artificial (IA) pueden tener sobre los derechos humanos.
En la actualidad es investigadora y profesora universitaria en la Universidad de Deusto. Está especializada en los retos que la inteligencia artificial (IA) puede conllevar sobre los derechos humanos.
Actualmente es parte del proyecto de la UE Gearing Roles (Gender Equality Actions in Research Institutions to transform Gender ROLES), sobre la igualdad de hombres y mujeres en el ámbito universitario, los planes de igualdad y la situación de las mujeres en la docencia e investigación.

## Publicaciones

### Libros
- Guía para la incorporación de la perspectiva de género en la docencia y la investigación, 2021.
- Procesos de verdad, justicia y reparación a las víctimas de desaparición forzada en el Sahara occidental, 2019.[17][18]
- Desarrollo humano local: de la teoría a la práctica: los casos de la reconversión azucarera en Holguín (Cuba) y de los campamentos saharauis de Tinduf, 2011.[19]

### Capítulos de libro
- "Las políticas de igualdad en las universidades", Género y política: nuevas líneas de análisis ante la cuarta ola feminista, 2022.
- "Feminismo y cooperación descentralizada: la experiencia de la Unión Nacional de Mujeres Saharauis y la Red Vasca de Apoyo a la UNMS", Mujeres saharauis: Tres tuizas para la memoria de la resistencia, 2016.
- "Derecho de sufragio activo y pasivo en las elecciones en el parlamento europeo", in La Carta de los Derechos Fundamental de la Unión Europea y su reflejo en el ordenamiento jurídico español, 2014.
- "Feminismo y cooperación descentralizada: experiencia de la Unión Nacional de Mujeres Saharauis y la Red Vasca de Apoyo a la UNMS", in La cooperación y el desarrollo humano local: retos desde la equidad de género y la participación social, 2011.

### Artículos doctrinales (selección)
- "The contribution of data to feminist transformation of women’s rights to health", Feminismo/s, 2023.
- "Navigating the pandemic: Gendered perspectives on vulnerability, resilience and institutional change", Papers: revista de sociología, 2023.
- "Identidad, memorias y nuevas tecnologías", Civitas Europa: revista jurídica sobre la evolución de la nación y del estado en Europa, 2022.
- "The Western Sahara Conflict: impact on Sahrawi people´s human rights: intended solidarity or breach of international responsibility", Spanish yearbook of international law, 2022.
- "Nuevas tecnologías para la promoción y defensa de los derechos humanos", Revista española de derecho internacional, 2021.
- "The role of European institutions in the defense of human rights in the Western Sahara", Estudios de Deusto: revista de Derecho Público, 2016.
- "Migration and vulnerability: Challenges, implications and difficulties faced by the sahrawi migrant population", The Age of Human Rights Journal, 2016.

### Otros
- "Violencia vicaria: las dificultades de detectar una de las formas más crueles del maltrato a las mujeres", The Conversation, 2023.
- "Trabajo social e inteligencia artificial: ¿amenaza u oportunidad?", The Conversation, 2023.
- "En el conflicto con España, Argelia tiene el derecho internacional de su parte", Público, 2022.
- "Claves para entender la decisión de España sobre el Sáhara: ¿qué y quién está detrás?", Ethics, 2022.